# Paul Maistre
Paul Maistre, francoski general, * 20. junij 1858, † 25. julij 1922.